# Strongylacidon kaneohe
Strongylacidon kaneohe är en svampdjursart som först beskrevs av de Laubenfels 1950.  Strongylacidon kaneohe ingår i släktet Strongylacidon och familjen Chondropsidae. Inga underarter finns listade i Catalogue of Life.